# Сорок дней Муса-Дага
Сорок дней Муса-Дага — исторический роман австрийского писателя еврейского происхождения Франца Верфеля, основанный на реальных событиях и изданный на 34 языках.

## История
Историческое событие, 53-дневная оборона армян на горе Муса-Даг во время геноцида 1915 года (См. Оборона горы Муса-Даг), вдохновило австрийского писателя Франца Верфеля на создание знаменитого романа «Сорок дней Муса-Дага». Поражённый событиями писатель позже в одном из интервью заявил:
Оборона Муса-Дага так впечатлила меня, что я хотел помочь армянам, написав свой роман и рассказав  об этих событиях всему миру
 Идея о написании книги у писателя возникла в 1929 году, когда он находился в Дамаске, где увидел армянских детей, труд которых использовался на ковровой фабрике. Непостижимая судьба армянской нации заставила Верфеля взяться за перо. Роман был написан в 1932 году, на немецком языке, на основе тщательного изучения реальных событий автором, который находился тогда в Сирии.

После выхода в 1933 году книга пользовалась большой популярностью, в результате чего она была переведена на 34 языка. После издания книги в США в 1934 году за первые две недели было продано 34000 экземпляров. В том же году на новую книгу в «Нью-Йорк Таймс» была написана рецензия, в которой говорилось: 
история, которая должна взбудоражить эмоции всех людей.... Верфель сделал её благородным романом. В отличие от большинства других романов, Муса-Даг основана на реальных событиях, в которых описана история мужчин, принимающих судьбу героев....книга даёт нам возможность принять участие в историческом  событии. Великолепно.
 Журнал «Time» в декабре 1934 года, назвала роман «книгой месяца». Книга Верфеля сделала его одним из любимых писателей армян. Личный биограф писателя приводил слова армянского священника из Венеции, который был среди державших оборону армян, согласно им: 
Франц Верфель — национальный герой армян. Его книга — своего рода наше утешение — нет, не утешение, его не может быть — но то, что книга существует, очень важно для нас. Она говорит о том, что это нельзя забывать никогда, что случилось с нами.

## Интересный факт
Прототипом героя романа Габриэля Баградяна явился лидер сопротивления армян турецким войскам Мовсес Тер-Галустян. Среди спасённых французскими кораблями армян был священник Тигран Андреасян, ведший записи о сопротивлении, которые позже легли в основу романа.

## Отзывы
Великолепным называл роман проф. Любищев, как"описывающий с удивительной объективностью трагедию армянского народа и даже подчеркивающий то, что истинные мусульмане вовсе не одобряли погромную политику".

## Экранизация
В 1982 году режиссёр Сарки Мурадян снял одноимённый художественный фильм по сценарию Алекса Акопяна.